# Mellantjärnen (Norrbärke socken, Dalarna, 665287-146860)
Mellantjärnen är en sjö i Smedjebackens kommun i Dalarna och ingår i Norrströms huvudavrinningsområde. Sjöns area är 0,04 kvadratkilometer och den befinner sig 291 meter över havet.